# Rammingen (Württemberg)
Rammingen település Németországban, azon belül Baden-Württembergben. Lakosainak száma 1362 fő (2023. december 31.).

## Népesség
A település népessége az elmúlt években az alábbi módon változott:
| Lakosok száma | 850  | 920  | 951  | 983  | 1059 | 1260 | 1271 | 1301 | 1277 | 1362 |
|               | 1961 | 1967 | 1974 | 1980 | 1987 | 1993 | 2000 | 2006 | 2013 | 2023 |